# BlackBerry PlayBook OS
BlackBerry PlayBook OS antigamente denominado por BlackBerry Tablet OS é um sistema operativo móvel de código fechado desenvolvido pela empresa canadiana BlackBerry (antiga Research In Motion) especialmente para os modelos Tablet da empresa, os BlackBerry PlayBook, é baseado em QNX e corre aplicações Adobe AIR. Sua última versão estável é a 2.1, lançada em Setembro de 2013.